# Teknaf
Teknāf är en ort i Bangladesh.   Den ligger i provinsen Chittagong, i den sydöstra delen av landet, 400 km sydost om huvudstaden Dhaka. Teknāf ligger 9 meter över havet och antalet invånare är 40 557.
Terrängen runt Teknāf är platt. Havet är nära Teknāf åt sydväst. Det finns inga andra samhällen i närheten.
Runt Teknāf är det ganska tätbefolkat, med 230 invånare per kvadratkilometer.